# Pediasia kasyi
Pediasia kasyi là một loài bướm đêm trong họ Crambidae.